# Стрейндж, Аллен
Аллен Стрейндж (англ. Allen Strange; 26 июня 1943, Калексико — 20 февраля 2008, остров Бейнбридж) — американский композитор, музыкант и теоретик музыки.

## Жизнь и творчество
А. Стрейндж до 1967 году обучался в Калифорнийском государственном университете в Фуллертоне, где изучал музыкальную композицию. Затем, в 1967—1968 и в 1970—1971 годах он продолжает учёбу в Калифорнийском университете Сан-Диего. Здесь он знакомится с электронной музыкой. Дважды получив стипендию университета Сан-Хосе для изучения электро-акустических эффектов в музыке, А. Стрейндж в 1970 году становится профессором музыки и директором студии электронной музыки в этом университете. В 1972 году он публикует своё исследование в области электронной музыки Electronic Music: Systems, Techniques, and Controls. В 1974 году выходит в свет его Programming and Meta-Programming the Electro-Organism, учебное пособие для пользователей переносного синтезатора Music Easel. А. Стрейндж был сооснователем двух перформанс-групп электронной музыки — Biome (1967—1972) и Electronic Weasel Ensemble (1974)
Помимо сочинений для «живых» электронных инструментальных ансамблей и для «живой» и записанной электроники с голосами и акустическими инструментами, А. Стрейндж писал также музыку для современных театральных постановок с использованием видео, диа- и светоэффектов. Ряд его произведений были созданы в сотрудничестве с драматургом Робертом Дженкинсом, в том числе Jack and the Beanstalk (1979) и аудиодрама The Ghost Hour (1981). В 2001 году композитор совместно со своей супругой, скрипачкой Патрисией Стрейндж, издаёт работу о современной скрипичной музыке: The Contemporary Violin: Extended Performance Techniques.

## Сочинения
- Palace для скрипки, в театральном исполнении, 1968
- Propagation and Decay of Resonant Particles, 1969
- Teserae Rag, 1969
- Vanity Fair для актёрской игры и электронных инструментов, 1970
- The Hairbreath Ring Screamers для группы флейтистов, 1970
- Skags для 4 голосов и электронной музыки, 1970
- Chamberpiece для малого ансамбля, 1971
- Mora Speculum для актёрского исполнения, 1972
- Vanity Fair для актёрского исполнения и электронной музыки , 1972
- Rainbow Rider для 4 хоров, 1972
- First Book of Angels для струнного квартета, 1972
- Concord Gardens, 1972
- Switchcraft для баса, флейты и электроники, 1972
- Western Connection для оркестра и электронных инструментов, 1972
- Chamberpiece for small ensemble, 1972
- Rockytop Screamers and Other Scapes for band, 1973
- Mora Speculum для актёрской игры, 1973
- Charms для струнного оркестра, 1973
- More Charms для струнного оркестра, 1973
- Soundbeams для камерного исполнения, 1974
- Keyboard Studies, 1975
- Dune для голоса, музыкальной импровизации и электронных инструментов, 1975
- Bit, 1976
- The First Book of Angels для 16 голосов и электронных инструментов, 1976
- Soundbeams для камерного исполнения и электронных инструментов, 1977
- Moon Plus Moon, 1977
- Strong Loop and Wild Horses, 1977
- Princess, 1977
- Music of the Spheres музыка Иоанны Бейер, оркестровое оформление Аллена Стрейнджа, 1978
- Star Salon Strikers and Screamers Last Witness для струнного трио и 4 ударных инструментов, 1978
- … and still another story concerns электронная музыка со световыми эффектами, 1978
- Music of Do’s для электронной музыкальной системы, 1978
- Palace для скрипки-соло, в театральном исполнении, 1979
- Beamer: Building of the Beast для группы из ударных инструментов, 1980
- Music of Do’s, 1981
- Uncle Erhard для детского театра, 1981
- Vasona со световыми эффектами в стереофоническом исполнении, 1981
- «Four Pages» from Saturn and the Seven Ladies для смешанного ансамбля, 1982
- Moon Plus Moon для нескольких фортепиано, 1983
- No Dead Horses on the Moon, 1985
- One for the Ladies, 1985
- Notes from Underground для хора, 1985
- Heart of Gold, 1987
- Velocity Studies I: Slide for violin and prerecorded media, 1987
- Detour (с Джоэлем Слейтоном) для управляющихся компьютером инструментов и видео, 1987
- Corona Borealis (с Майклом Хейвли) для электронной музыки «вживую» и кинетической скульптуры, 1988
- Ursa Major (с Майклом Хейвли) для электронной музыки «вживую» и кинетической скульптуры, 1988
- Velocity Studies II: Twitter for harpsichord and prerecorded media, 1989
- Cygnus, 1990
- Elemental Vamp для актрисы и электронной музыки, 1990
- Velocity Studies III: Rip for piano and prerecorded media, 1991
- Quitlaacayotyl, 1992
- Bootes (с Майклом Хейвли) для электронной музыки «вживую» и кинетической скульптуры, 1992
- Cygnus (с Майклом Хейвли) для электронной музыки «вживую» и кинетической скульптуры, 1992
- Bootes, 1993
- Velocity Studies IV: Flutter for alto saxophone and prerecorded media, 1993
- The Werebeing Split Personality Jazz для актёров и дигитальной музыки, 1993
- Music for DoWhatDo, разностильный перформанс с Джоэлем Слейтоном, 1993
- Elemental Vamp для актёров и управляемого компьютерного звучания, 1994
- Sleeping Beauty для скрипки и компьютерно-управляемых инструментов, 1994
- Shaman для скрипки и компьютерно-управляемых инструментов, 1994
- Vasona, 1995
- Down Time для интерактивных CD-ROM и историй Роба Суигерта, 1996
- Silicon Seven, 1996
- Towers, 1996
- Physical States, 1996
- Witness the Dawn, 1997
- The Third Book of Angels: Lucifier’s Hammer для фортепиано, 1997
- Phoenix Rising, 1998
- Phoenix and the Harlequin, 1999
- Gargoyles для камерного ансамбля и записанной музыки, 1999
- You’ve come a Long Way Baby для 4 голосов и дигитальной музыки, 1999
- Strike Up the Band, 2000
- The King of Handcuffs для тенора и камерного ансамбля, 2001
- Points of Departure: The Harlem Variations для саксофона, 2001
- Points of Departure: The Midnight Variations для рожка, 2001
- Heroes IV: The Boys, 2002
- Goddess для скрипки и компьютерно-управляемых инструментов, 2002
- SideShow, 2003
- Heros IV, 2003
- Spring Dancers для струнного квартета, 2003
- Fancy Dances, 2003—2004
- Quinault Cathedral, 2004
- Misty Magic Land для инструментального ансамбля и дигитальной музыки, 2004
- Shivaree для группы саксофонистов и 5 ударных инструментов, 2004
- Brief Visits to Imaginary Places, 2005
- Time and Again для саксофонного октета, 2005